# 裂絲夢角鮟鱇
裂絲夢角鮟鱇，為輻鰭魚綱鮟鱇目棘茄魚亞目夢角鮟鱇科的其中一種。分布於印度西太平洋的印尼海域，屬深海魚類，棲息深度約水深0至2000公尺，魚體餌球前肢分枝,在內部無色；中間而前外側的附肢不存在；後肢分枝，背鰭軟條6；臀鰭軟條4枚，體長可達7.4公分。

## 扩展阅读
維基物種上的相關：裂絲夢角鮟鱇